# Улица Гоголя (Курган)
У́лица Го́голя — одна из старинных улиц города Кургана, Россия.

## Расположение
Улица проходит с запада на восток, ответвляясь от улицы Карельцева и до Половинской улицы. Между улицами Володарского и Ленина образует площадь Ленина — центральную площадь города.

## История

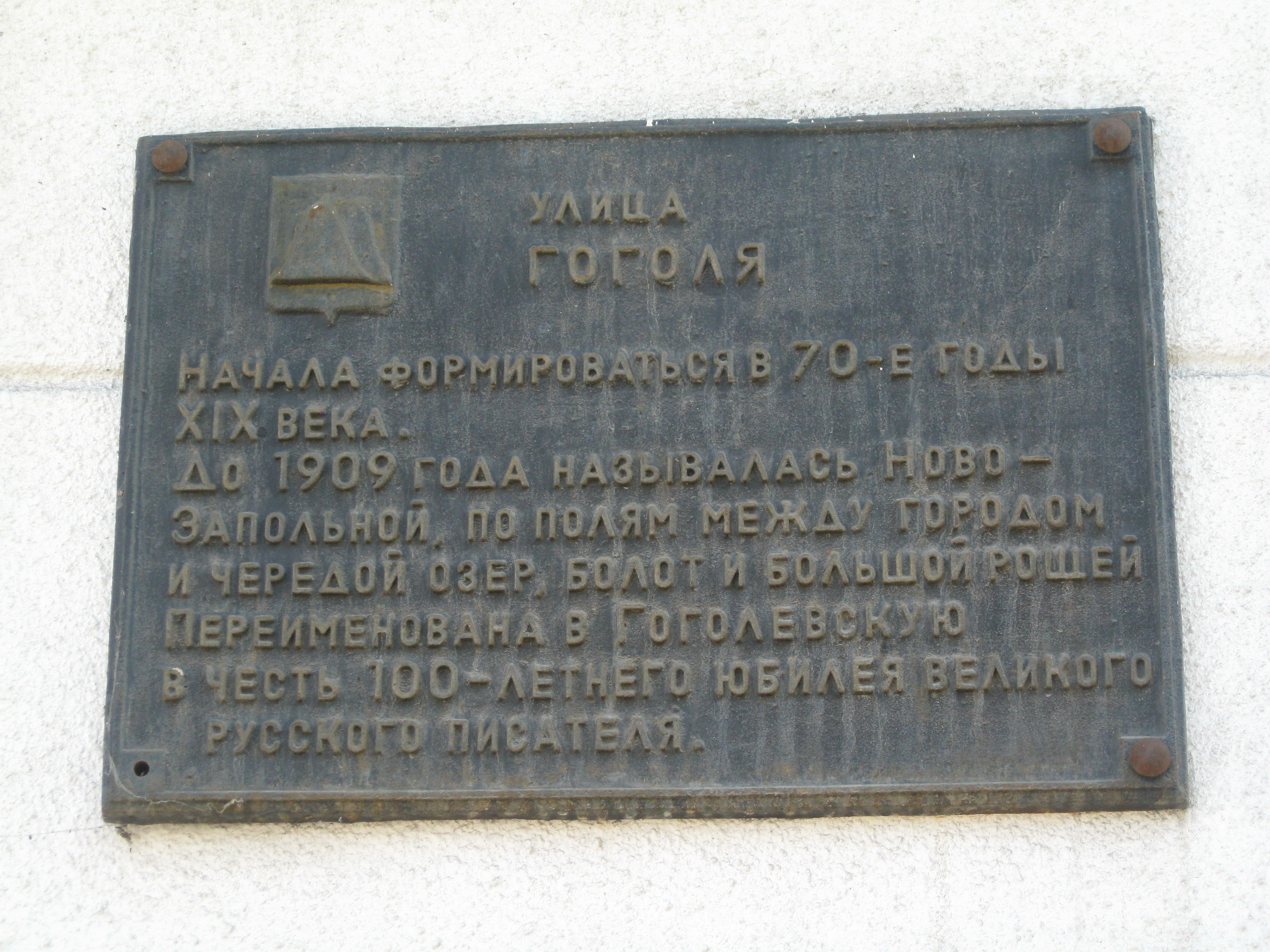
Мемориальная табличка об истории улицы

Сформировалась в 1870-х. До 1909 именовалась Ново-Запольной по полям между городом и чередой озёр, болот и большой рощей. Переименована в Гоголевскую в честь 100-летия со дня рождения Николая Васильевича Гоголя (1809—1852) — великого русского писателя.

### Пересекает улицы
- Улица Тобольная
- Улица Красина
- Улица Кирова
- Улица Томина
- Улица Володарского
- Улица Комсомольская
- Улица Ленина
- Улица Пичугина
- Улица Пролетарская
- Улица 1-я Заводская
- Улица Савельева
- Улица Кравченко
- Улица Аргентовского
- Улица Бурова-Петрова
- Улица Блюхера
- Улица Орлова
- Улица Новая
- Улица Односторонка
- Улица 2-я Односторонка
- Улица Половинская

## Транспорт
По улице осуществляют пассажирские перевозки автобусы.

### Остановки общественного транспорта
| Детский парк            | -  | Гостиница «Москва» | - | Кинотеатр «Россия» | - | Драмтеатр | - | Курганский государственный университет | - | Учебный центр профсоюзов / Сбербанк | 36, 57, 73 |
| Библиотека им. Куликова | 97 |                    |   |                    |   |           |   |                                        |   |                                     |            |

## Общественно-значимые и примечательные здания
- № 1 — Офис Центрального парка культуры и отдыха
- № 16 — Административно-техническая инспекция г. Кургана
- № 19 — памятник архитектуры (быв. усадьба Е. Л. Кропанина)
- № 21 — памятник архитектуры (быв. усадьба Е. Л. Кропанина)
- № 23 — Редакция газеты «Курган и Курганцы», памятник архитектуры (быв. дом В. М. Каргаполова)
- № 25 — Избирательная комиссия Курганской области, Кургангражданпроект, Государственная жилищная инспекция Курганской области, Департамент экономического развития Курганской области, Департамент государственного регулирования цен и тарифов Курганской области, ГТРК Курган
- № 30 — Областной культурно-выставочный центр, Управление культуры Курганской области, мемориальная доска улицы Гоголя
- № 34 — мемориальная доска В. Ф. Илюшину
- № 37 — мемориальная доска улицы Гоголя
- № 42 — Курганская поликлиника № 2
- № 44 — Главный почтамт
- № 54 — Дворец детского юношеского творчества
- № 56 — Правительство Курганской области, Курганская областная Дума, мемориальная доска в честь награждения Курганской области орденом Ленина, мемориальная доска Эвакогоспиталя № 1729
- № 58 — Курганский государственный театр драмы
- № 60 — мемориальная доска Н. А. Кармашовой, мемориальная доска улицы Гоголя
- № 61 — Общественная приёмная партии «Единая Россия»
- № 60 — мемориальная доска Л. И. Куликову
- № 70 — Курганская городская стоматологическая поликлиника
- № 80 — мемориальная доска улицы Гоголя
- № 87 — мемориальная доска А. Р. Калмыкову
- № 103 — Управление Министерства юстиции РФ по Курганской области
- № 103а — Курганский городской информационно-методический центр
- № 103б — ДЮСШ № 1 по спортивной акробатике
- № 105 — декоративная доска «Зарядись энергией денег»
- № 107а — Гимназия № 31, мемориальная доска А. М. Ильину
- № 109 — жилой дом «Лидер» (17 этажей) — одно из самых высоких зданий города Кургана
- № 111 — мемориальная доска Я. Т. Вохменцеву, мемориальная доска улицы Гоголя
- № 125 — мемориальная доска А. М. Денисову
- № 130 — Храм преподобного Серафима Саровского
- № 153 — Отделение фонда пенсионного и социального страхования РФ по Курганской области
- № 183 — Библиотека № 18 им. Л. И. Куликова

## Фотогалерея

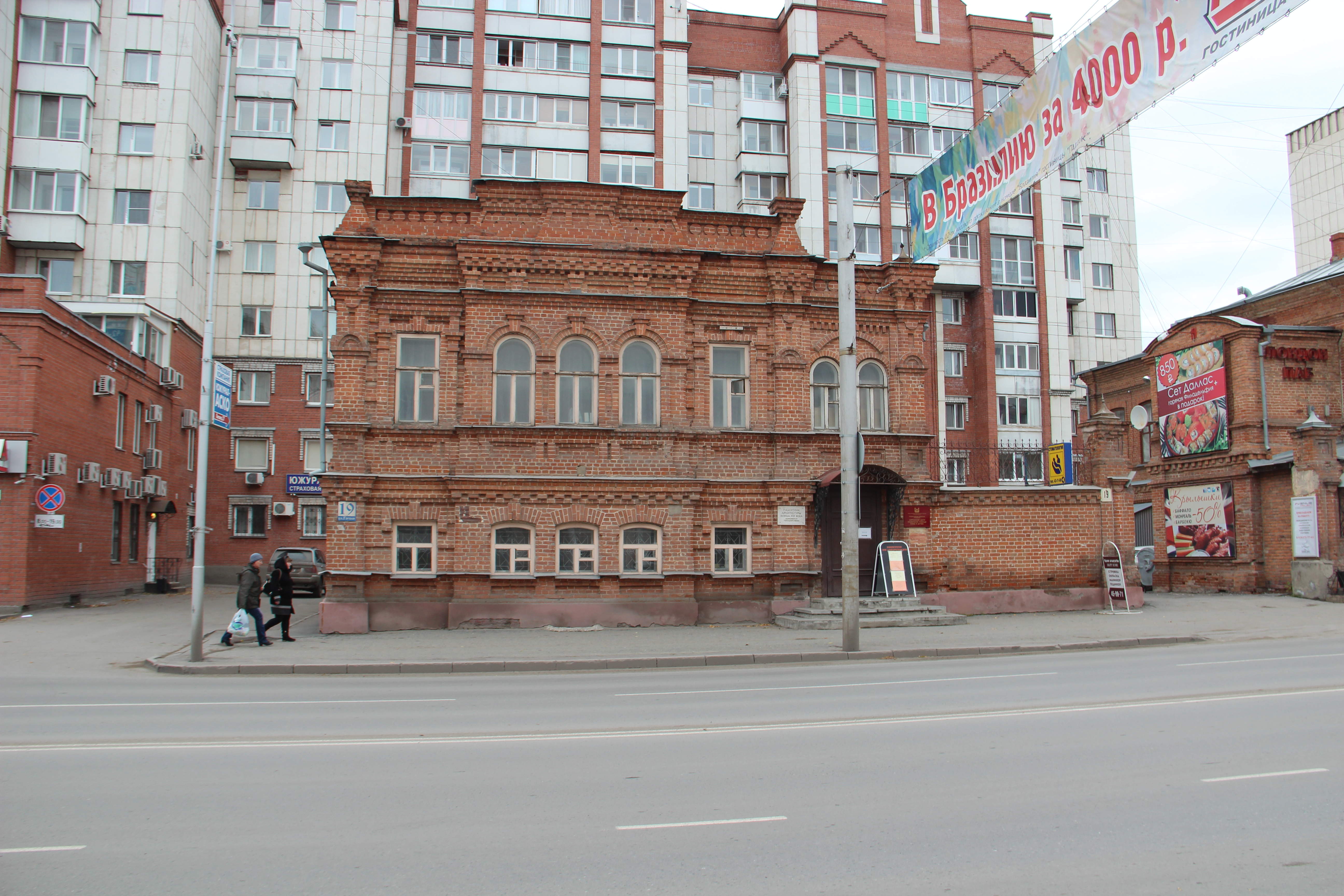
ул. Гоголя, 19, Курганский центр социальной помощи семье и детям
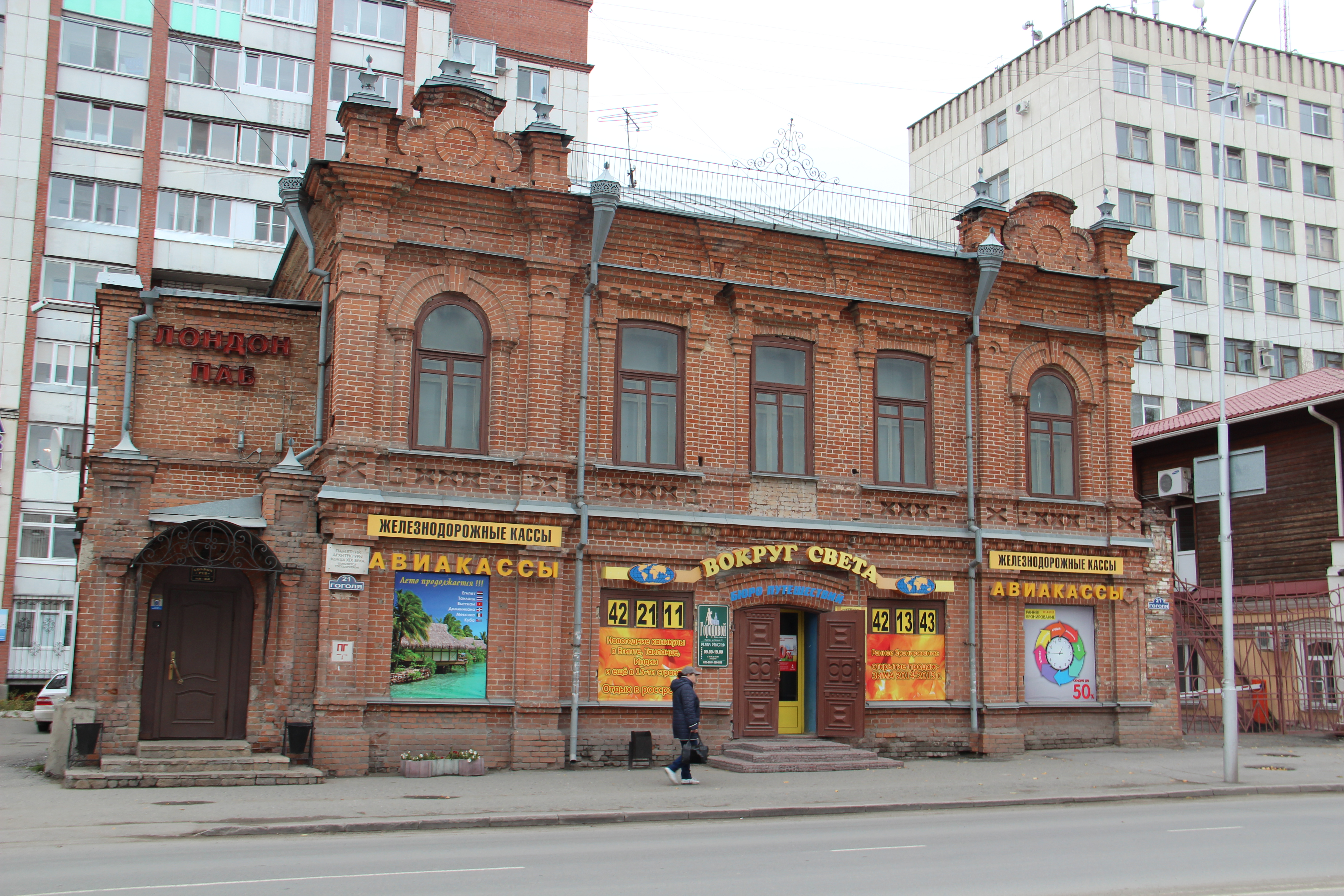
ул. Гоголя, 21, кафе-бар «Лондон Паб»
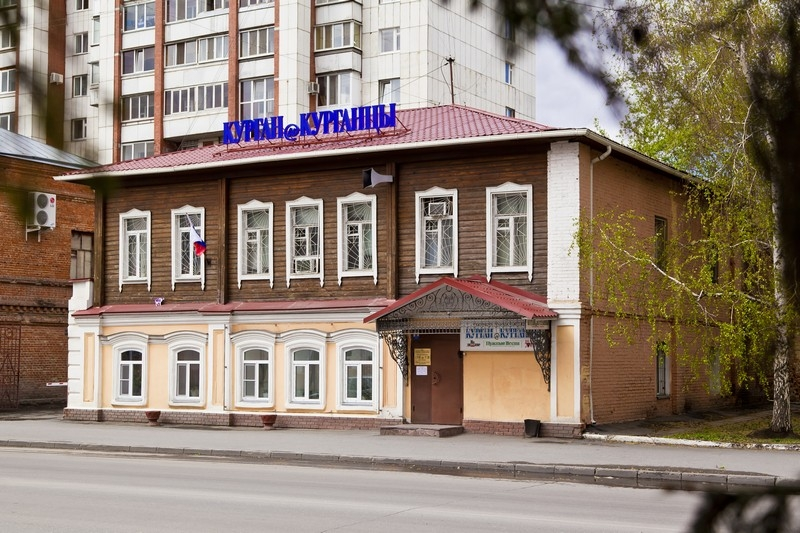
ул. Гоголя, 23, редакция газеты «Курган и курганцы»

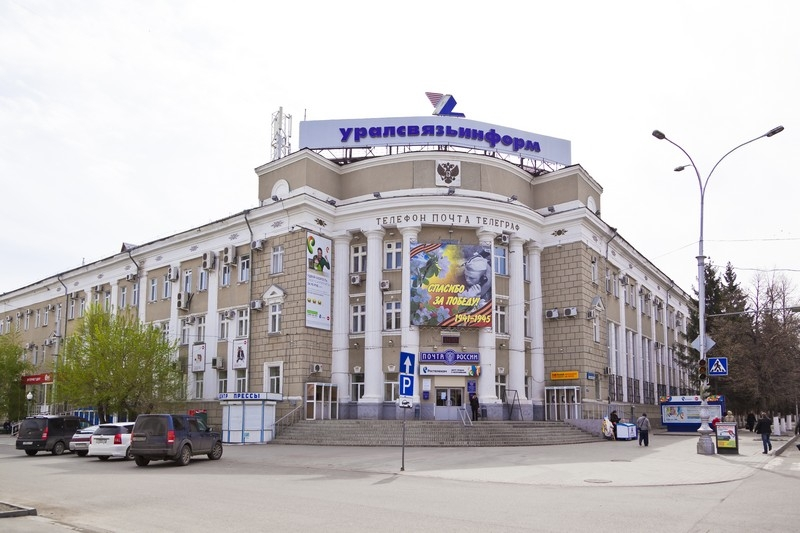
ул. Гоголя, 44, Почтамт УФПС Курганской области
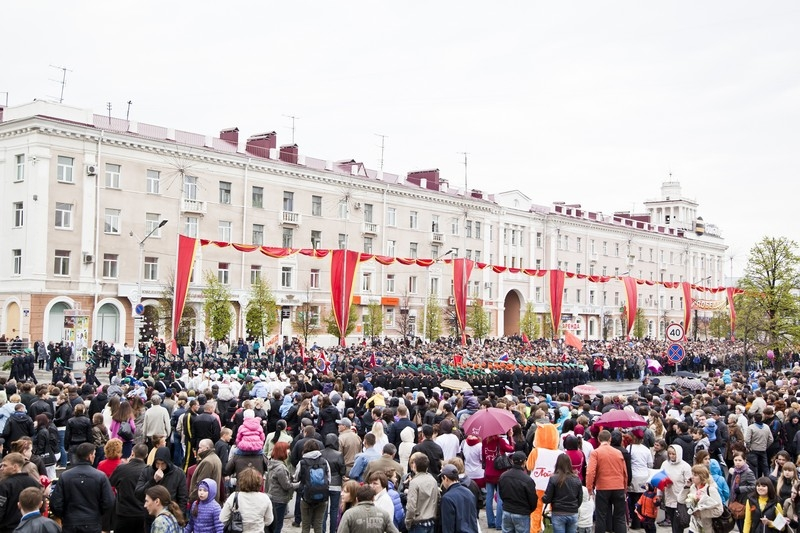
ул. Гоголя, 53, ювелирный салон «Александрит», ПАО «Банк Курган», салон продаж ПАО «МТС»; ул. Гоголя, 55, студия красоты «Мэрилин», АО «Банк Руссий Стандарт»
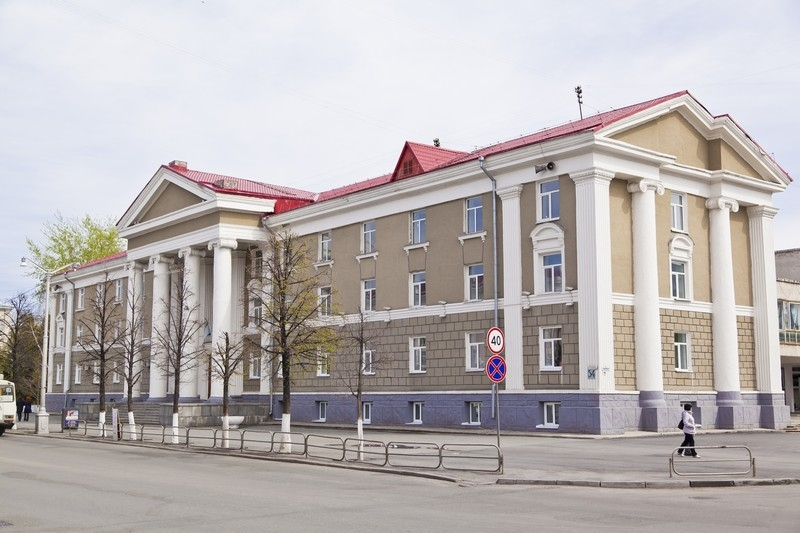
ул. Гоголя, 54, Дворец детского юношеского творчества

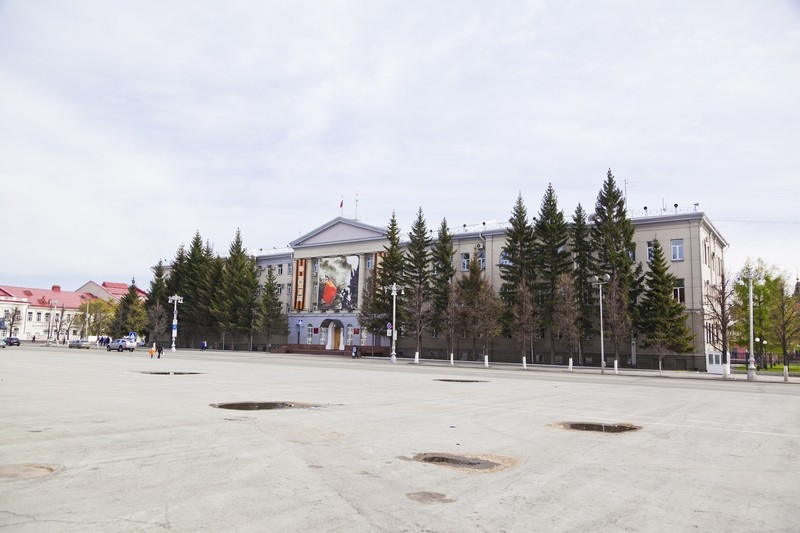
ул. Гоголя, 56, Правительство Курганской области
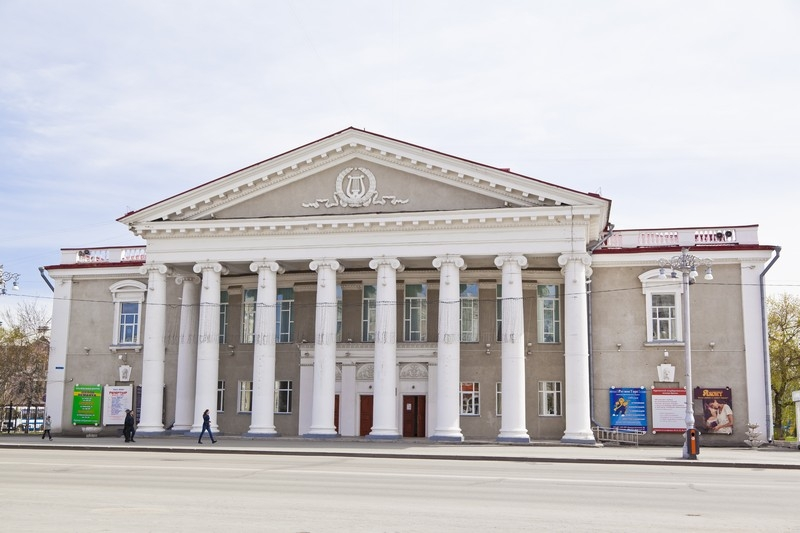
ул. Гоголя, 58, Курганский государственный театр драмы
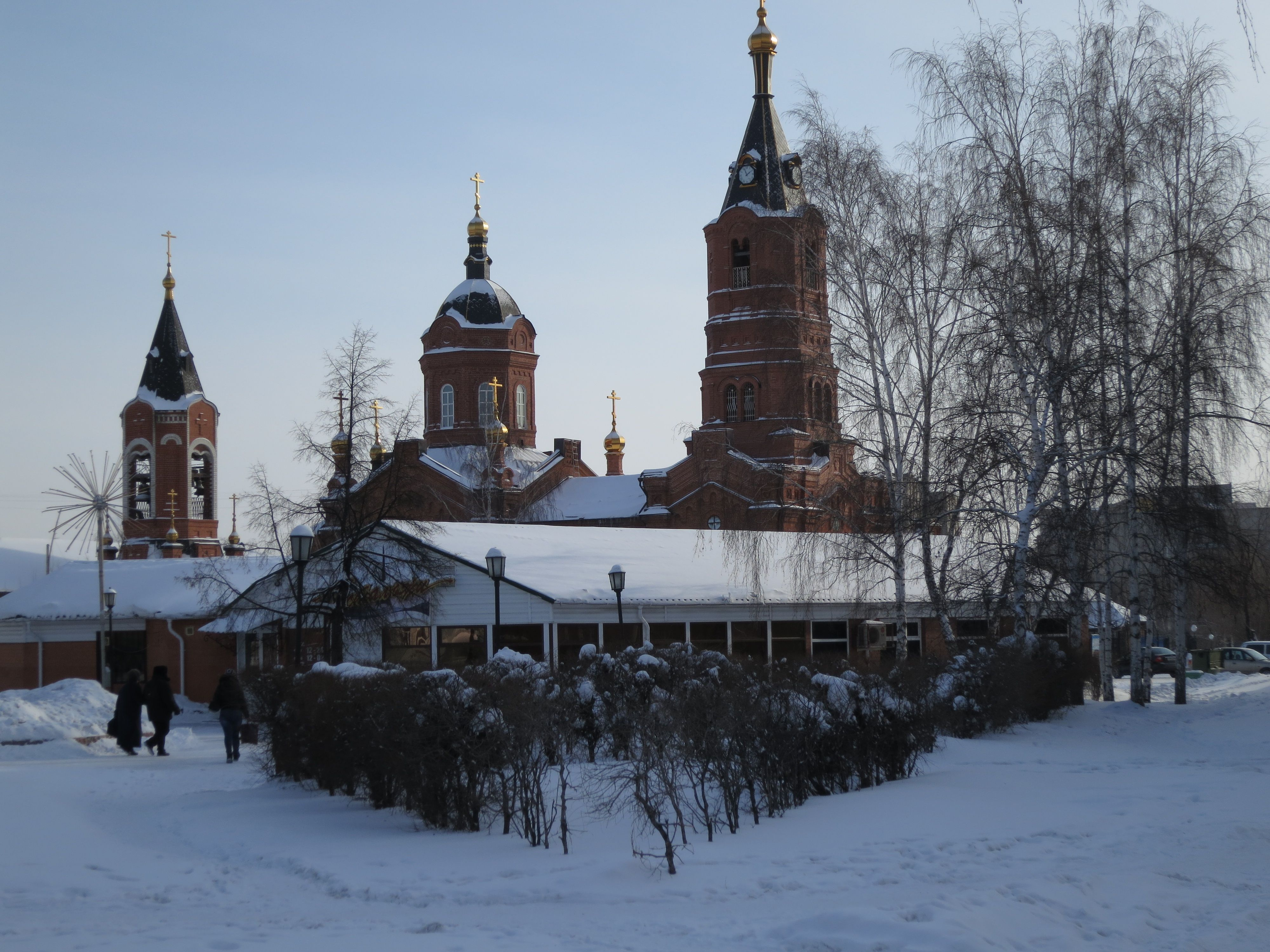
ул. Гоголя, 58а, Кафе «Ностальжи»

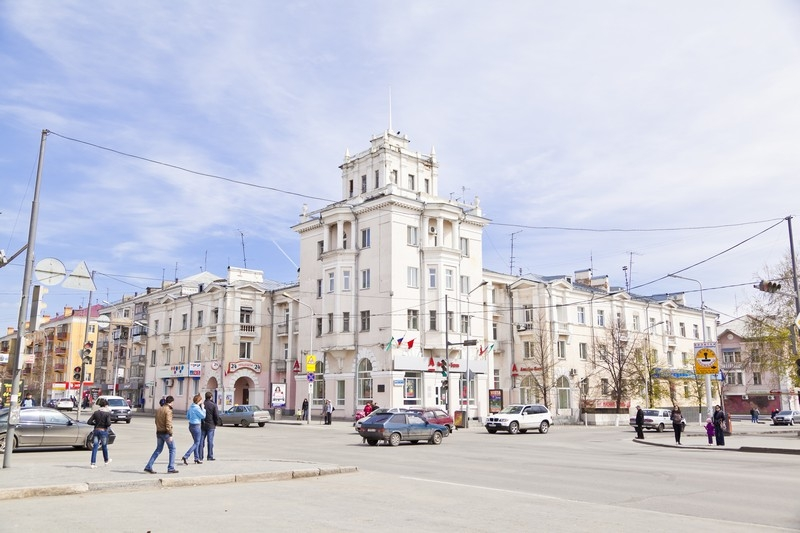
ул. Гоголя, 60, АО «Альфа-банк»
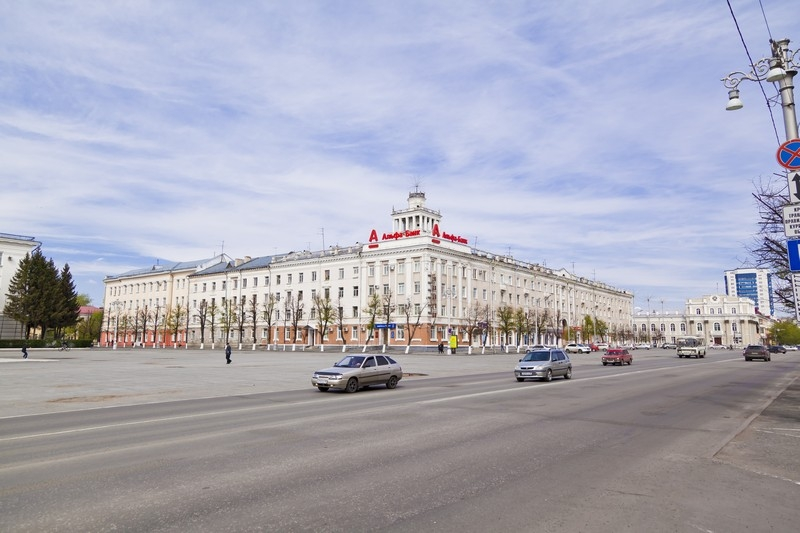
ул. Гоголя, 61, Общественная приёмная партии «Единая Россия»,
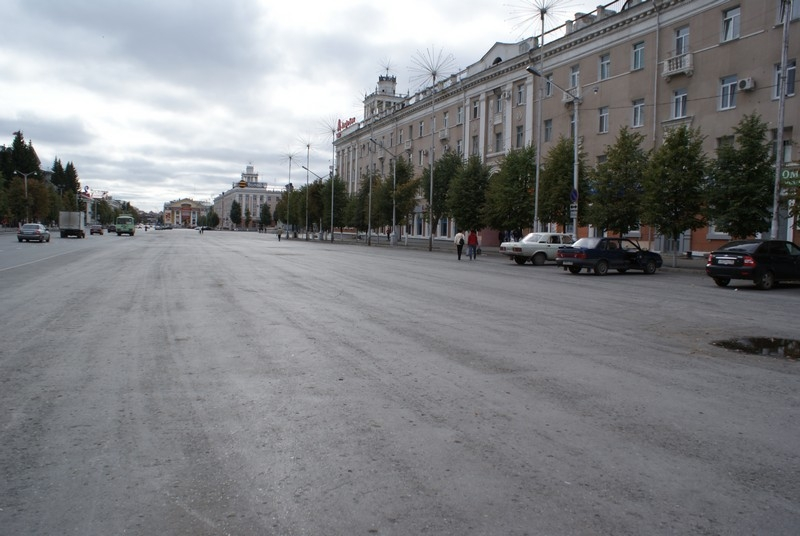
ул. Гоголя, 61, ОАО АКБ «Мособлбанк»; ул. Гоголя, 83, ЗАО АКБ «Алеф-Банк», ОАО «Зауральский торговый дом», ОАО АКБ «Югра»